# Налим
Нали́м, или обыкнове́нный нали́м (мень) (лат. Lota lota) — единственная исключительно пресноводная рыба отряда трескообразных (Gadiformes). Имеет промысловую ценность.

## Классификация
Налим — единственный вид в роде налимы, относящийся к подсемейству Lotinae. Российские исследователи относят род налимы к семейству налимовых (Lotidae Bonaparte, 1837).
Одни исследователи считают вид монотипическим, другие выделяют 2—3 подвида:
1. Lota lota lota (Linnaeus, 1758) — обыкновенный налим, обитающий в Европе и Азии до реки Лены[6];
2. Lota lota leptura (Hubbs et Schultz, 1941) — тонкохвостый налим, чей ареал включает Сибирь от реки Кара до Берингова пролива, арктическое побережье Аляски к востоку до реки Маккензи[7];
3. Lota lota maculosa (Lesueur, 1817) — подвид, обитающий в Северной Америке[8].

## Описание
Тело удлинённое, невысокое, округлое в передней части и сильно сжатое с боков — в задней. Голова уплощена, её длина превышает максимальную высоту тела. Глаз маленький. Рот большой, полунижний, нижняя челюсть короче верхней. На челюстях и головке сошника имеются мелкие щетинковидные зубы, но на нёбе их нет. На подбородке имеется один непарный усик (составляющий 20—30 % длины головы) и пара усиков на верхней челюсти.

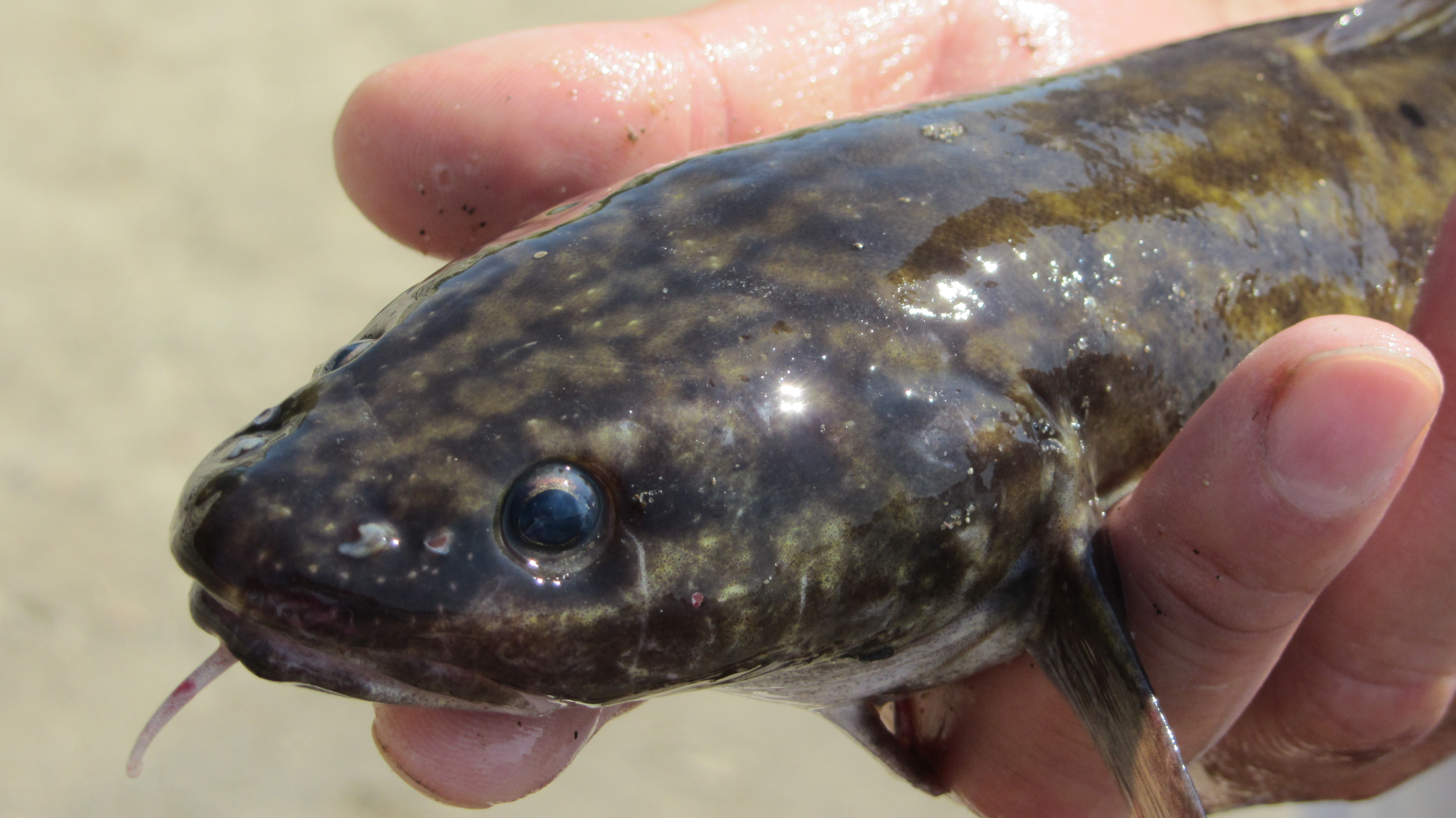

Окраска тела налима зависит от характера грунта, прозрачности и освещённости воды, а также от возраста рыбы, поэтому она довольно разнообразна: чаще тёмно-бурая или черновато-серая, светлеющая с возрастом. На боках тела и непарных плавниках имеются большие светлые пятна. Форма и размер пятен могут варьироваться. Брюхо и плавники светлые.
Спинных плавников два: первый из них короткий, второй — длинный. Анальный также длинный. Вместе со вторым спинным они вплотную подходят к хвостовому, но не соединяются с ним. Грудные плавники округлые. Брюшные расположены на горле, впереди грудных. Второй луч брюшного плавника вытянут в длинную нить, снабжённую чувствительными клетками, как на усике. Хвостовой плавник округлый. Чешуя циклоидная, очень мелкая, полностью покрывает всё тело и часть головы сверху до ноздрей и жаберной крышки. Боковая линия полная до начала хвостового стебля, далее к хвосту может прерываться.
Длина тела может доходить до 120 см. В различных водоёмах линейный рост происходит неодинаково. Так, наилучшими показателями роста и массы тела характеризуется налим Обского бассейна, близок к нему по темпам линейного роста налим Вилюя. Наиболее крупные особи — до 18 кг — отмечены в реке Лена. 1967 году на реке Норилка, расположенной в Красноярском крае, был пойман налим весом 29 кг 970 гр.

## Жизненный цикл

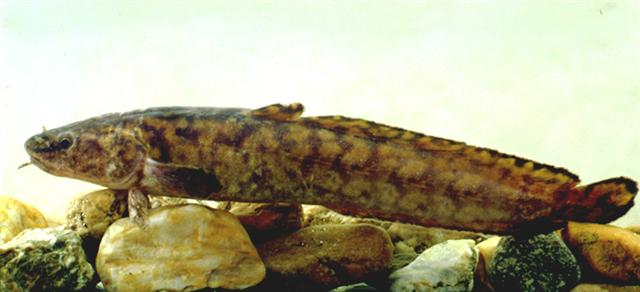

Налим более активен в холодной воде. Нерест происходит зимой в декабре—феврале, наиболее удачный лов — при первых заморозках от заката до рассвета. Питается беспозвоночными и мелкой рыбой. Старшие особи поедают молодь донных рыб, а также лягушек, речных раков, моллюсков. Может поедать разлагающихся животных. Ловится на жерлицы, особенно любит ершей. Существуют как оседлые (обитающие в озёрах и небольших реках), так и полупроходные формы (например, налим реки Оби).
Оседлые формы, как правило, мелкие и тугорослые . Соотношение полов на местах нереста близко к 1 : 1. Самцы и самки или не пропускают нерест, или пропускают нерест в равных пропорциях.
Полупроходные формы совершают длительные миграции (свыше тысячи километров в год) . Имеют более крупные размеры (часто более метра в длину, массу более 5—6 кг и возраст до 15—24 лет) . Самки полупроходного налима нерестятся не ежегодно, пропуская один-два сезона для восстановления энергетических запасов организма. Большая часть самцов участвует в нересте ежегодно  .

## Распространение
Имеет циркумполярное распространение. Обычно встречается в реках, впадающих в Северный Ледовитый океан.

### Западная Европа и Британские острова
На территории Британских островов останки налима фиксируются повсеместно, однако на данный момент в водоёмах налим больше не встречается. Последняя поимка этого вида была зарегистрирована 14 сентября 1969 года в низовьях реки Грейт-Уз. Аналогичная ситуация сложилась в Бельгии, где этот вид был уничтожен в 1970-х годах и подлежит восстановлению. В некоторых районах Германии налим также был истреблён, однако всё ещё встречается в реках Дунай, Рур, Эльба, Одер и Рейн, а также в Боденском озере. Программы по реинтродукции налима ведутся в Германии и Великобритании.
В Нидерландах налим также находится под угрозой исчезновения и численность его популяций, вероятно, снижается. Изредка особи встречаются в реках Бисбосхе, Волкераке и Краммере, в озёрах Эйсселмер и Кетелмер. Во Франции и Австрии налим считается уязвимым видом, а его популяции сосредоточены в Сене, Луаре, Роне, Маасе, Мозеле и некоторых высокогорных озёрах. Также налим встречается в некоторых озёрах и реках Швейцарии, где его популяции вполне стабильны. В Италии налим обитает в бассейне реки По.

### Северная Европа, Скандинавия и страны Прибалтики
Налим обычен в водоёмах Финляндии, Швеции, Норвегии, Эстонии, Латвии и Литвы. В водоёмах Финляндии отмечается снижение численности популяций, связанное с загрязнением водоёмов обитания, в частности их эвтрофикацией. Причинами сокращения численности налима в водоёмах Швеции являются их загрязнение и закисление, а также появление в них чужеродных видов, вытесняющих аборигенные.

### Восточная Европа

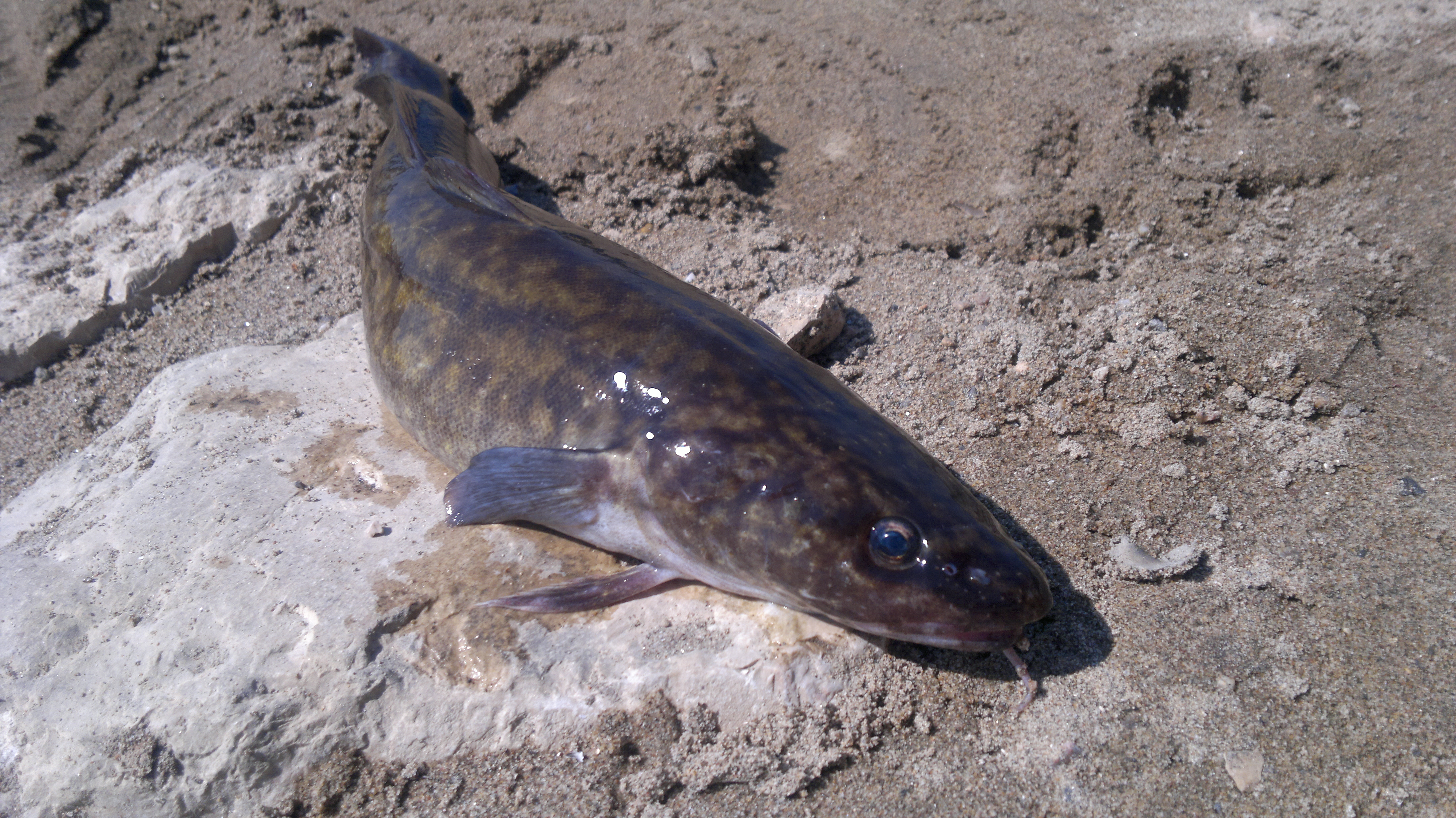

Основная часть запасов налима Словении сосредоточена в реках Драва и озере Церкница; в Чехии — в реках Морава и Огрже. Загрязнение и зарегулирование рек создаёт общую для стран Восточной Европы проблему снижения численности налима. Так, в Словении вылов налима запрещён, в Болгарии ему присвоен статус редкого вида, в Венгрии — уязвимого; в Польше численность налима также сокращается.

### Российская Федерация
На территории России налим распространён повсеместно в водоёмах арктической и умеренной зон, в бассейнах Балтийского, Белого, Баренцева, Чёрного и Каспийского морей и в бассейнах всех сибирских рек от Оби до Анадыря на всём их протяжении. Северной границей ареала налима служит ледовитоморское побережье: встречается на полуострове Ямал (кроме самых северных рек), на Таймыре (бассейн рек Пясина и Хатанга, озеро Таймыр), на Новосибирских островах. В Обь-Иртышском бассейне распространён от верховий (озера Телецкое и Зайсан) до Обской губы. В озере Байкал и бассейне Енисея повсеместен. Встречается во всём бассейне Амура, а также в верховьях реки Ялу (бассейн Жёлтого моря). Кроме того распространён на Сахалине и Шантарских островах. Выходит в опреснённые участки морей с солёностью до 12 ‰.  Распространён в Волге. По крайней мере до Волжской ГЭС

### Монголия и Китай
В Монголии во всём бассейне Селенги до озера Хубсугул, также заселяет реки и водоёмы амурского бассейна (Буйр-Нур, верховья рек Онон, Керулен и Халхин-Гол). В Китае встречается в реках амурского бассейна.

## Налим в культуре
- У А. П. Чехова есть рассказ «Налим».
- У С. Г. Писахова есть сказка «Налим Малиныч».
- Рецепт ухи из налима читали в «Московских ведомостях» генералы в «Повести о том как один мужик двух генералов прокормил» Салтыкова-Щедрина.
- В рассказе И. А. Бунина «Чистый понедельник» героиня любила уху из налима с расстегаями.